# قصة أردوجان (كتاب)
كتاب قصة أردوجان هو كتاب للمؤرخ الإسلامي راغب السرجاني يتكلم في بدايته عن نشأة الدولة العثمانية ودفاعها عن البلاد الإسلامية ومن ثم سقوطها وأسبابه وحكم أتاتورك للبلاد، ومن ثم عن قصة حياة الرئيس التركي أردوغان منذ نشأته وحتى تسلمه منصب رئيس وزراء تركيا، ويتكلم خلال ذلك عن تجربة أربكان وعن حال تركيا قبل أردوغان وعن موقفه من الربيع العربي وفي النهاية يوجه رسالة فيها عشر وصايا لأردوغان ويخصص الثلث الأخير من الكتاب لملحق برنامج حزب العدالة والتنمية.

## نبذة عن المؤلف
مؤلف الكتاب هو الشيخ راغب السرجاني باحث ومفكر إسلامي، ولد في مصر عام 1964م، تخرج من كلية الطب في جامعة القاهرة عام 1988م، وأتم حفظ القرآن الكريم في عام 1991م، ونال درجة الماجستير من جامعة القاهرة عام 1992، ثم الدكتوراه بإشراف مشترك بين مصر وأمريكا عام 1998م (في جراحة المسالك البولية والكلى)، وهو الآن أستاذ بكلية الطب في جامعة القاهرة ويشغل منصب رئيس مجلس إدارة مركز الحضارة للدراسات التاريخية بالقاهرة وصاحب فكرة موقع قصة الإسلام والمشرف عليه، صدر له حتى الآن (25) كتابا في الفكر والتاريخ الإسلامي، منها:(الرحمة في حياة الرسول صلى الله عليه وسلم، قصة التتار من البداية إلى عين جالوت، أمة لن تموت، قصة العلوم الطبية في الحضارة الإسلامية).

## فصول الكتاب

### المقدمة
في بداية الكتاب يوضح المؤلف أن الأمة بحاجة إلى قائد فذ كي يقودها إلى النجاح، على عكس مايعتقد بعض المؤرخين أو كثير منهم الذين يرون أن الفرد لايستطيع تغيير حركة التاريخ، مستندا إلى قول رسول الله ﷺ ((إنما الناس كالأبل المائة لا تكاد تجد فيها راحلة))، ويضرب الكاتب المثل في شخصيات غيرت مسرى التاريخ مثل: عمر بن عبد العزيز وهارون الرشيد وعبد الرحمن الداخل وألب أرسلان، ويقول المؤلف أن كل هذه الشخصيات مر عليها زمن طويل، ولذلك بحث عن شخصية من العصر الحديث فوقع اختياره على أردوغان الذي وصفه بالزعيم التركي الجليل، ويوضح المؤلف أن شخصية أردوغان مثيرة للغاية، وسوف يحلل المؤلف هذه الشخصية في صفحات الكتاب.

### سقوط الخلافة الإسلامية وقيام الدولة القومية التركية
يبدأ الكاتب هذا الفصل بذكر قصة قيام أول دولة تركية عندما انتقلت قبيلة قابي المنتمية إلى قبائل الغز ذات الأصول التركية من بلادها في القرن السابع الهجري خوفا من التتار، حيث انضموا عند وصولهم إلى جيش السلاجقة بقيادة علاء الدين الأول، في مواجهة الروم، فانتصر السلاجقة في هذه المعركة، فكافئ السلطان قبيلة قابي بإقطاعهم أرضا وجعل كبيرهم أرطغرل أميرا عليها.
ويصف الكاتب الدولة العثمانية بأنها دولة قامت على الجهاد في سبيل الله، ومعيدا الفضل إليها بعد الله في الدفاع عن المسلمين، ومن أبرز ما فعلته من ذلك، حماية الشرق الإسلامي من الصليبيين لمدة ثلات قرون والتصدي للمخططات الصليبية البرتغالية منذ القرن العاشر الهجري، التي كانت تهدف إلي السيطرة على مكة المكرمة والمدينة المنورة والمسجد الأقصى، ويرجع الكاتب الفضل بعد الله للدولة العثمانية في الحفاظ على وحدة العالم العربي والإسلامي، وحفاظها على فلسطين من المحولات
اليهودية لدخولها، وموقف السلطان عبد الحميد الثاني من هجرتهم، ويروي قصة سقوط الخلافة العثمانية ودور جمعية الاتحاد والترقي ويهود الدونمة في ذلك، وظهور أتاتورك وحرب التحرير التركية، ويصف أتاتورك بأنه خدع الشعب التركي، عندما كان أول أفعاله بعد تمكنه من السلطة طرد الخليفة العثماني عبد المجيد الثاني من البلاد ومن ثم إقرار العلمانية دستورا للبلاد وإلغاء الإسلام من الحياة السياسية وحتى الاجتماعية، وحتى موت أتاتورك بعد معانته من تليف الكبد الذي نتج عن إدمانه للخمر.

### الحركة الإسلامية في ظل الدولة العلمانية
يذكر الكاتب في هذا الفصل الحياة السياسية والحركة الإسلامية في تركيا منذ وفاة أتاتورك، وتسلم إينونو منصب رئيس الجمهورية. ويصف الكاتب سقوط الخلافة العثمانية بأنه كان مروعا وكارثيا ليس في تركيا وحسب بل في العالم الإسلامي بأسره، وذكر الكاتب اندلاع ثورة غاضبة في عام 1925 يقيادة الشيخ سعيد بيران انتصارا للدين وحماية له ومناهضة للقوانين العلمانية التي وضعها أتاتورك وحزبه، التي ووجهت بالقمع والتنكيل وحكم على الآلاف ممن أشترك فيها بالشنق والنفي، ويذكر الكاتب أن حزب الشعب الجمهوري كان مسيطرا على الحكم في تركيا منذ قيامها وحتى ما بعد الحرب العالمية الثانية إذ وجد إينونو أن لامفر من فتح باب التعددية السياسية في تركيا إتباعا لمنهج الغرب، فأوعز إلى محمود جلال بايار الذي كان رئيس وزراء في عهد أتاتورك بأن يصبح رئيس المعارضة، وقام بايار بتأسيس كتلة برلمانية معارضة، ومن ثم قامت هذه الكتلة بإعلان تأسيس الحزب الديمقراطي في بداية عام 1946، ومع تأسيس الحزب كانت المناداة بسقوط نظام الحزب الواحد، وبإجراء الانتخابات النيابية فاز الحزب ب‍(61) مقعدا في البرلمان التركي، ليصبح الحزب الثاني بعد حزب الشعب الذي أنشأه أتاتورك، ويذكر الكاتب أن الحركة الإسلامية لم تمت بإعدام بيران إذ سرعان ماظهر الشيخ سعيد النورسي الذي وصفه الكاتب بالنجم الصوفي والعلامة الكبير، ويذكر الكاتب انضمام تركيا إلى حلف شمال الأطلسي ومن ثم تسلم عدنان مندريس وإعادته الأذان باللغة العربية بعد أن كان بالتركية، ما أدى إلى تدخل الجيش والقيام بانقلاب عسكري ومن ثم إعدام مندريس الذي كا قد فتح الطريق للإسلاميين يتأسيس أحزاب لهم.
وبعدها أقيمت الانتخابات البرلمانية ففاز فيها، حزب الشعب الجمهوري في المركز الأول ب‍(173) مقعدا برلمانيا وحزب العدالة في المركز الثاني ب‍(158) مقعدا برلمانيا، مما أجبر حزب الشعب الجمهوري بالقيام بحكومة ائتلافية مع حزب العدالة، ومن ثم تم التصديق على من وصفه الكاتب بزعيم الانقلاب الجنرال جمال جورسيل أول رئيس للجمهورية التركية (الثانية)، وواجهت الحكومة الائتلافية العديد من المشاكلات، فقدم إينونو استقالة حكومته في مايو 1963 ، وفي انتخابات 1965 فاز حزب العدالة بنسبة (53%) ليقوم سليمان ديمريل بتشكيل الحكومة، وسائت حالة الرئيس جمال جورسيل الصحية ومات، وبعد وافته استطاعت حكومة سليمان ديمريل أن تفصح عن ميولها الإسلامية، وعاد الإسلام ليلعب دورا في المجتمع التركي، وانتشرت مدار تحفيظ القرآن والمعاهد المتخصصة في العلوم الشرعية.

### أردوجان مولد زعيم
يذكر الكاتب في هذا الفصل ميلاد ونشئة أردوغان الذي وصفه بالزعيم، حيث ذكر أن أنه ولد في عام 1954م في العاصمة التركية أسطنبول لأسرة رقيقة الحال، ومن ثم التحاقه بمدارس (إمام وخطيب) الدينية، ومشاركته في حلقات للشيخ أسعد جوشقون شيخ الطريقة النقشبندية في إسطنبول.
ويذكر الكاتب انتقال أردوغان في المرحلة الثانوية إلى مدرسة أيوب، التي شهدت بداية اهتمامه بالسياسة والقضايا الوطنية، مع خلفية إسلامية تكونت ملامحها من دراسته للعلوم الشرعية، ونشاطه في مختلف فروع الاتحاد الوطني لطلبة تركيا، ومن ثم التحاقه بكلية التجارة والاقتصاد بجامعة مرمرة، ورئاسته لفرع الشباب في حزب السلامة الوطني الإسلامي، ويذكر الكاتب أن أردوغان تأثر في تلك الفترة يتعليمه الديني، وكان مهتما بالرياضة، حيث كان يمارس كرة القدم بانتظام خلال المرحلة الجامعية، ولفت أردوغان انتباه الزعيم الإسلامي نجم الدين أربكان.

### تجربة أربكان
في هذا الفصل يذكر الكاتب تجربة نجم الدين أربكان، الذي كان أستاذ الهندسة والمحركات بجامعة إسطنبول، وكان بالإضافة إلى ذلك عضوا بارزا في حزب العدالة، وكان أحد رجال الصناعة في تركيا، ولم يخف أربكان ميوله الإسلامية، ما جعل العلمانيين يقودون حملة إعلامية ضده، ورشح أربكان نفسه كنائب مستقل عن قونية وفاز بأغلب أصوات سكان المدينة، وقام بعدها بإنشاء حزب النظام الوطني، وقد لاقى الحزب قبولا كبيرا من الشعب التركي ، وبعد نجاح الحزب قام الجيش بثاني انقلاب عسكري بعد أتاتورك ، أغلق بعدها حزب النظام بقرار من المحكمة الدستورية، وأسس بعدها حزب السلامة الوطني الذي حصل على (48) مقعدا بالبرلمان التركي، وتقلد أربكان بعدها منصب رئيس وزراء تركيا بالحكومة الائتلافية ، وواجهت الحكومة ضغوطا شديدة من العلمانيين مما أدى إلى استقالتها بعد تسعة أشهر من تشكيلها، وبعدها قام الجيش في عام 1980م بثالث انقلاب عسكري، وحظر الانقلابيون جميع الأحزاب السياسية، وبعدها بثلات سنوات أسس أربكان حزب الرفاه الإسلامي، وانضم أردوغان إلى هذا الحزب وصار من أهم شخصياته، وأصبح أحد أعضاء المجلس المركزي في الحزب، وفاز حزب الرفاه في الانتخابات، وصار أردوغان رئيس جي بيجيلو.

### أردوجان عمدة إسطنبول
يتحدث الكاتب في هذا الفصل عن تسلم أردوغان منصب رئيس بلدية إسطنبول، ووصف الكاتب المدينة بأنها كانت تعاني من الكثير من المشكلات.، ولكن أردوغان تمكن في خلال أربع سنوات فقط، من حل معالجة وإصلاح معظم المشكلات، مما أدى إلى ارتفاع شعبيته بين سكان المدينة، وتم تكريمه من قبل الأمم المتحدة لما قدمه للمدينة.، ورغم كل ما فعله، إلا أنه قدم للمحاكمة وحكم عليه بالسجن لمدة سنة وحرم من العمل السياسي لمدى الحياة، بعد اقتباسة لأبيات من شعر تركي أثناء خطاب جماهيري يقول فيه: مساجدنا ثكناتنا، قبابنا خوذاتنا،مآذننا حرابنا،والمصلون جنودنا،هذا الجيش المقدس يحرس ديننا.

### أردوجان وقفة مع النفس
يذكر الكاتب في هذا الفصل عن سيرة أردوغان منذ أن سجن، والتغير الذي طرأ في فكره أثناء وجوده في السجن.، ويتحدث الكاتب عن نجاحات حزب الرفاه بقيادة أربكان الذي أصبح أول رئيس وزراء ذا فكر إسلامي منذ سقوط الخلافة.، ويروي الكاتب عن تدخل الجيش مجددا في السياسة من خلال التضييق على أربكان.، الذي أدى إلى استقالته في نهاية الأمر، ويتحدث أيضا عن العفو السياسي الذي ناله أردوغان، وعن أربكان الذي أنشأ حزب الفضيلة بعد حل حزب الرفاه. ، ولكن حكم عليه في النهاية بالسجن لمدة سنة والحرمان من العمل السياسي مدى الحياة.، ويتحدث عن بداية أردوغان الجديدة منذ خروجه من حزب الفضيلة وتأسيسه حزب العدالة والتنمية.

### تركيا قبل تسلم أردوجان الحكم
يتحدث الكاتب في هذا الفصل عن المشاكل الداخلية والخارجية التي كانت تعاني منها تركيا قبل تسلم أردوغان الحكم، فعلى الصعيد الداخلي كانت البلاد تعاني من مشاكل اقتصادية مثل تفاقم الديون والإسراف والفساد الحكومي، وكانت البلاد تعاني من قضايا اجتماعية مثل قضية الحجاب وقضية الأكراد، ويذكر الكاتب أيضا المشاكل الخارجية مثل سياسات صندوق النقد الدولي والعلاقات مع الكيان الصهيوني.

### العدالة والتنمية تحكم تركيا!
يذكر الكاتب في هذا الفصل الواقع السياسي في تركيا قبل انتخابات البرلمان (2002)، ومن ثم نتائج الانتخابات التي أدت إلى فوز حزب العدالة والتنمية، ونيل أردوغان منصب رئيس وزراء تركيا، ومن ثم أداء حكومة أردوغان والتحسن الاقتصادي، والهدوء السياسي وتحييد العامل الخارجي، ويذكر الكاتب علاقة حكومة أردوغان مع الكيان الصهيوني.

### الحكومة الثانية للعدالة والتنمية (استكمال البناء الداخلي والانفتاح على العالم)
يذكر الكاتب في هذا الفصل الفوز الساحق الذي حققه حزب العدالة والتنمية في انتخابات (2007)، ثم تحدث عن حكومة أردوغان الثانية ومواصلتها العمل على الجانب الاقتصادي، ويركز الكاتب على دعوة أردوغان الأتراك للتناسل والتكاثر، ويتحدث الكاتب عن حفاظ حكومة أردوغان على الهدوء في الساحة السياية الداخلية، وعن الانفتاح على العالم الخارجي ومبادئه، ويلقي الكاتب نظرة على الماضي في علاقة تركيا مع العالم العربي، ويتحدث مجددا عن العلاقة مع الكيان الصهيوني، الذي ازداد سوء بعد حادثة أسطول الحرية.

### أردوجان والثورات العربية
يذكر الكاتب في هذا الفصل موقف أردوغان من الربيع العربي، إذ يذكر الكاتب موقفه من الثورة التونسية والثورة المصرية والثورة الليبية والثورة السورية والثورة اليمنية الذي كان يتسم بالدعم والتأييد.

### الانتخابات البرلمانية الأخيرة (يونيو 2011م)
يبدأ الكاتب بالحديث عن المشهد قبيل الانتخابات، ثم يتحدث عن فوز حزب العدالة والتنمية بالأغلبية للمرة الثالثة على التوالي.

### أردوجان في عيون العالم
يتحدث الكاتب في هذا الفصل عن العلاقات التي تربط أردوغان مع الحكومات والهيئات والقادة، ويذكر الجوائز التي نالها، ويتحدث عن أردوغان في عيون وسائل الإعلام وفي عيون الشعب وعلاقته معه التي يصفها بالصادقة.

### تركيا..رؤية المستقبل
يستنتج الكاتب عدة توقعات عن مستقبل تركيا، حيث توقع تقاربا تركيا عربيا وخاصة مع مصر وسوريا وتوقع دورا تجميعيا للعالم الإسلامي على يد الأتراك، توقع أيضا محاولة العديد من الدول العربية تقليد النموذج التركي وتوقع طفرة اقتصادية لتركيا وتوقع انتشارا إسلاميا ونموا للدين الإسلامي في أمريكا اللاتينية وإفريقيا.

### الخاتمة
يختم المؤلف الكتاب برسالة فيها عشر وصايا يوجهها للرئيس التركي رجب طيب أردوغان.

### ملحق برنامج حزب العدالة والتنمية (مترجم)
بعد الخاتمة يلحق الكاتب برنامج حزب العدالة والتنمية ويشغل حوالي ثلث الكتاب.

## الكتاب في السوق
نشر الكتاب لأول مرة في بداية سنة 2012 ، وسعره في السوق (10.50) دولار.

## وصلات خارجية
- كتاب قصة أردوغان: د.راغب السرجاني (الطبعة الرابعة)
- قصة أردوغان الإسلام اليوم